# Emił Stojanow
Emił Stojanow, bułg. Емил Стоянов (ur. 12 lipca 1959 w Płowdiwie) – bułgarski dziennikarz, wydawca i działacz kulturalny, od 2009 do 2012 poseł do Parlamentu Europejskiego.

## Życiorys
Po ukończeniu szkoły średniej w Płowdiwie studiował literaturę na uniwersytecie w tym mieście oraz na Uniwersytecie w Lipsku. W 1990 założył w Płowdiwie wydawnictwo uniwersyteckie specjalizujące się w publikowaniu tłumaczeń z niemieckojęzycznej literatury pięknej. W 1998 został mianowany wiceprezesem telewizji publicznej BNT. W 2000 był jednym z założycieli prywatnej telewizji informacyjnej „Ewropa”.
Na początku lat 90. działał w Związku Sił Demokratycznych, później przystąpił do partii GERB. W wyborach w 2009 został wybrany z jego ramienia w skład Parlamentu Europejskiego. Zasiadł w Komisji Kultury i Edukacji oraz w grupie Europejskiej Partii Ludowej. W listopadzie 2012 złożył mandat poselski.
Brat byłego prezydenta Petyra Stojanowa. Żonaty z Margarytą Rałczewą, dziennikarką telewizyjną.